# 赤羽南
赤羽南（日语：／ Akabane-minami */?）是東京都北區的町名。現行行政地名為赤羽南一丁目及赤羽南二丁目。已實施住居表示。2013年11月1日為止的人口有4,733人。郵遞區號115-0044。

## 地理
位於東京都北區北部。北鄰赤羽，東北接志茂，東南連神谷，南通東十條，西接赤羽西。町域西側是延續自赤羽站的商店街，二丁目南部多工廠，其他地區以住宅地為主。西邊有南北向的JR鐵路路廊，赤羽站（赤羽一丁目）鄰近町域。

## 歷史
此地位於大正時期設置的岸飛行場西端。

### 地名由來
因位於赤羽站南側而得名。

### 沿革
- 1971年（昭和46年），稻付町一丁目至三丁目、岩淵町二丁目、赤羽町一丁目各一部分實施新住居表示，合併成立「赤羽南」[1]。

## 交通

### 鐵路
東日本旅客鐵道（JR東日本）埼京線，京濱東北線通過町域西側但未設站。最近的車站是赤羽站。

### 巴士
- 國際興業巴士（日语：国際興業バス）
- 關東巴士

### 道路
- 東京都道460號中十條赤羽線（日语：東京都道460号中十条赤羽線）

## 設施
- 赤羽消防署
- 赤羽警察署（日语：赤羽警察署）志茂地域安全中心
- 赤羽郵便局（日语：赤羽郵便局）
- 赤羽會館
  - 北區役所赤羽地域振興室
  - 北區役所赤羽地域包括支援中心
  - 北區立圖書館赤羽分室
- 赤羽南自治會會館
- 北區立稻田小學校
- 赤羽公園
- 赤羽中央總合醫院
- 大日本印刷赤羽工場－跨神谷二丁目。
  - DNP製本赤羽工場
  - DNP包裝第一工場
  - DNP包裝第二工場
  - DNP Media Create（DNPメディアクリエイト）
  - DNP平版印刷（DNPオフセット）
  - DNP物流（DNPロジスティクス）
- 三惠技研工業赤羽工場
- 吉野家控股本社
- 東京電力岩渕變電所
- UR赤羽南一丁目團地
- 都營稻付二丁目公寓

## 備註
1. 1 2 3 4 5 6  『角川日本地名大辞典 13 東京都』，角川書店，1991年再版，P832
2. ↑  .   [2013-11-14]. （原始内容存档于2013-11-13）.